# Соуза, Клаудемир ди
Клаудемир Домингес де Соуза (порт.-браз. Claudemir Domingues de Souza; родился 27 марта 1988, Макаубас, Бразилия), более известный как Клаудемир (порт.-браз. Claudemir), — бразильский футболист, полузащитник хорватского клуба «Славен Белупо».

## Клубная карьера
Клаудемир — воспитанник клуба «Палмейрас». В 2007 году он начал свою карьеру в команде одной из низших лиг «Сао Карлос». По окончании сезона Клаудемир принял предложение нидерландского «Витесса» и переехал в Европу. 15 марта 2008 года в матче против «Твенте» он забил свой первый гол в Эредивизии. В Нидерландах Клаудемир провёл два сезона, после чего перешёл в стан датского «Копенгагена». 20 июня он подписал пятилетний контракт и взял себе номер 6. 24 июля 2010 года в матче против «Эсбьерга» он дебютировал в датской Суперлиге. 25 сентября в матче против «Мидтьюлланна» Клаудемир забил свой первый гол за новый клуб. В составе «Копенгагена» он два раза выиграл чемпионат и завоевал Кубок Дании. 23 октября 2013 года в матче Лиге чемпионов против турецкого «Галатасарая» он забил гол.
В начале 2015 года он перешёл в бельгийский «Брюгге». 25 января в матче против «Серкль Брюгге» Клаудемир дебютировал в Жюпиле лиге, заменив во втором тайме Лиора Рафаэлова. 26 апреля в поединке против «Гента» он забил свой первый гол за «Брюгге». В своём дебютном сезоне Клаудемир завоевал Кубок Бельгии, а через год стал чемпионом страны.
Летом 2017 года Соуза перешёл в аравийский «Аль-Ахли» из Джидды. 11 августа в матче против «Аль-Иттифак» он дебютировал в чемпионате Саудовской Аравии. 24 ноября в поединке против «Аль-Кадисии» Клаудемир забил свой первый гол за «Аль-Ахли».

## Достижения
Командные
 «Копенгаген»
- Чемпионат Дании по футболу — 2010/11
- Чемпионат Дании по футболу — 2012/13
- Обладатель Кубка Дании — 2011/12

 «Брюгге»
- Чемпионат Бельгии по футболу — 2015/16
- Обладатель Кубка Бельгии — 2014/15